# 神彰
神 彰（じん あきら、1922年6月27日 ‐ 1998年5月28日）は、北海道出身の興行師、事業家、国際芸能プロモーター。

## 概要
アート・フレンド・アソシエーション（AFA）を設立し、戦後復興期にドン・コサック合唱団、ボリショイ・バレエ団、ボリショイサーカス、レニングラード・フィルハーモニー交響楽団などを招聘・興行した。冷戦時の鉄のカーテンをこじ開けたことから「赤い呼び屋」と称される（呼び屋は後述）。
1962年に作家有吉佐和子と電撃結婚したが、2年後の1964年に離婚。エッセイストの有吉玉青は神と有吉の娘である。
1967年には出版社「天声出版」を設立、雑誌『血と薔薇』が話題となったが数年で倒産。
晩年は居酒屋チェーンの嚆矢となった「北の家族」を立ち上げて株式を店頭公開するまでに成長させ、その復活ぶりは世間を驚かせた。
また、彼のサロンには三島由紀夫、吉行淳之介、堀口大學、池田満寿夫、横尾忠則、篠山紀信、島崎保久、四谷シモンなど、多くの文化人が集っていた。

## 呼び屋
評論家の大宅壮一は小谷正一（井上靖の「闘牛」のモデル）と神彰を評して「呼び屋」と呼んだとされる。外国より歌手、劇団、俳優を連れてきて公演させる芸能プロモーターであるが、「実演」時代に大都市や地方のプロモーター、ヤクザとの橋渡しも務めていた。神は共産圏に強いコネクションを持っていたため「赤い呼び屋」と呼ばれた。また、永島達司はアメリカ本土の大手ブッキングエージェントＧＡＣ（1975年に解散。現在のICMパートナーズ）とパイプがあり、太平洋テレビジョン社長の清水昭は、全くの背景のないまま単身アメリカの3大ネットワークに乗り込みNBCより番組配給権と莫大な資金を獲得、「現代の紀文」とまで評された。しかし、全ての呼び屋は国税庁に潰されたとされており、前述の永島達司は「キョードー東京」のイベント業として生き延びた数少ない例とされる。永島は大宅壮一からサーカスに手を出さない点を訊かれ、神の手法が入場料を基本とした手打ち興行であること、自分たちは興行の半分はナイトクラブやキャバレーなどの箱に下ろし、残りは地方の興行師に売る（＝売り興行）と説明し、手打ち興行は売り興行に対して赤字になった場合にリスクが大きい点を踏まえ、この点は神さんを尊敬する点だとしている。

## 来歴
1922年に海産物問屋、神英聿（じん えいいち）、妻サカエの四男として北海道函館市に生まれる。
1936年に函館商業学校に入学、美術部に所属していた。
1942年に満州ハルビンに渡り、東亜旅行（交通公社の前身）満州支社に勤務する。1947年に引き揚げ。しばらく担ぎ屋、宝石ブローカーをやった後、函館新聞（1950年代に函館市内で発行されていた夕刊紙。現在発行されている同名の新聞とは無関係）に就職する。この時の上司が後にAFAの制作部長となる富原孝である。
1954年、東京都杉並区荻窪にアパートを借り、そこで満州時代の知人である岩崎篤（元満州国治安部軍人）、長谷川濬（元満州映画協会社員）とドン・コサック合唱団を日本に呼ぶ計画を練り、そのための会社としてAFAを設立。1956年3月、ドン・コサック合唱団が来日し、入場券はまたたく間に完売する。芥川也寸志、黛敏郎、團伊玖磨、山田耕筰、吉川英治らも絶賛し、皇太子3兄妹（皇太子明仁親王、義宮正仁親王、清宮貴子内親王）も観覧。全国津々浦々31回の公演はどこも超満員の大盛況で、「ドン・コサック旋風」を巻き起こす。
同年、AFAでは岩崎、長谷川が去るのと入れ替わるように、木原啓允、富原孝、石黒寛、工藤精一郎等その後の中心メンバーが参加する。1957年8月、オリガ・レペシンスカヤ（プリマバレリーナ）のボリショイ・バレエ団の公演を興行する。この公演も大成功で、東京・大阪20回の公演で6万人を集客する。「さよなら公演」は1万2000人の大観衆の前で、鳩山一郎元首相の夫人である薫がレペシンスカヤに花束を贈呈し、全員の『蛍の光』合唱でフィナーレとなった。その後もレニングラード・フィルハーモニー交響楽団（現サンクトペテルブルク・フィルハーモニー交響楽団）、ボリショイサーカス、ロストロポーヴィチ、レオニード・コーガン、ジャクリーヌ・フランソワ、イベット・ジロー、アート・ブレイキー・アンド・ジャズ・メッセンジャーズなどを矢継ぎ早に招聘し、時代の寵児となる。
1962年、当時新進気鋭の女流作家であった有吉佐和子と結婚。翌1963年、長女有吉玉青（たまお）をもうけるも、1964年に離婚。この直後にAFAは経営破綻していることから、それによる債務を有吉にまで及ばないようにする為の離婚であったとされている。神の再婚後玉青と会うことはかなわなくなり、父娘が再会したのは有吉が亡くなって6年後の1990年であった。また、有吉が亡くなった時にも騒ぎになるのを避けるために葬儀には出席していない。
再婚した平野義子（1936年5月18日 - 1973年12月22日）は平野力三の二女である。「神義子」名義で占い師としてテレビにも多数出演、父から英才教育を受けた中国古典思想に基づく教えは後年の神に深い影響を与えた。義子没後、再度結婚・離婚している。

## アート・フレンド・アソシエーション
- 当初のメンバー：長谷川濬（しゅん）、岩崎篤
- 中心メンバー

企画部長：木原啓允
制作部長：富原孝
外国部員：石黒寛、工藤精一郎、野村光男
総務部長：作間清
- 後期のメンバー：康芳夫、大川弘

## 興行履歴
- ドン・コサック合唱団（アメリカ）（1956年3～5月）
- イーゴリ・ベスロードヌイ（ソ連・バイオリン）（1957年3月）
- ボリショイ劇場バレエ団（ソ連）（1957年8～9月）
- ジャクリーヌ・フランソワ（仏・シャンソン）（1958年1月）
- レニングラード交響楽団（ソ連）（1958年4月）
- ムスティスラフ・ロストロポーヴィチ（ソ連・チェロ）（1958年5月）
- ボリショイ・サーカス（ソ連）（1958年6～9月）
- レオニード・コーガン（ソ連・バイオリン）（1958年10～11月）
- パリ・テアトル・バレエ団（仏）（1958年12月）
- ミルカ・ポコルナ（チェコ・ピアノ）（1959年4月）
- チェコ国立大サーカス（チェコ）（1959年7～9月）
- チェコ・フィルハーモニック交響楽団（チェコ）（1959年10～11月）
- リタ・シュトライヒ（ドイツ・声楽）（1959年11～12月）
- ウィーン合唱団（オーストリア）（1960年2～3月）
- ヴォーグ12年展（仏・パリモード展覧会）（1960年3月）
- レニングラード・バレエ団（ソ連）（1960年6～7月）
- イベット・ジロー（仏・シャンソン）（1960年11～12月）
- アート・ブレイキー・アンド・ジャズ・メッセンジャーズ（米・ジャズ）（1961年1月）
- ニコロとナポリ・クインテット（伊・カンツォーネ）（1961年2～3月）
- ボリショイ・サーカス（ソ連）（1961年7～9月）
- ピカソ展（仏・展覧会）（1961年10月）
- クリス・コナーとホーレス・シルバー・クインテット（米・ジャズ）（1962年1月）
- アメリカ大西部サーカス（米）（1962年7～9月）
- ピカソ・ゲルニカ展（仏・展覧会）（1962年11月～1963年2月）
- アート・ブレイキー・アンド・ジャズ・メッセンジャーズ（米・ジャズ）（1963年1～2月）
- 北京曲技団（中）（1963年2～4月）
- モスクワ合唱団（ソ連）（1963年4～5月）
- ボリショイ・サーカス（ソ連）（1963年7～9月）
- 永楽宮壁画展（中・展覧会）（1963年8～9月、1964年1～2月）
- ソニー・ロリンズ（米・ジャズ）（1963年9～10月）
- シャガール展（仏・展覧会）（1963年10～12月）
- 京劇（中・演劇）（1964年1～2月）
- インド大魔法団（印・マジック）（1964年2～3月）

## 関連
- 手塚治虫「人間ども集まれ!」
  - 「呼び屋」のキャラクター木座神明（きざがみあきら）が登場する。